# La Sagrada
La Sagrada è un comune spagnolo di 178 abitanti situato nella comunità autonoma di Castiglia e León.